# Euphorbia espinosa
Euphorbia espinosa là một loài thực vật có hoa trong họ Đại kích. Loài này được Pax mô tả khoa học đầu tiên năm 1894.

## Hình ảnh

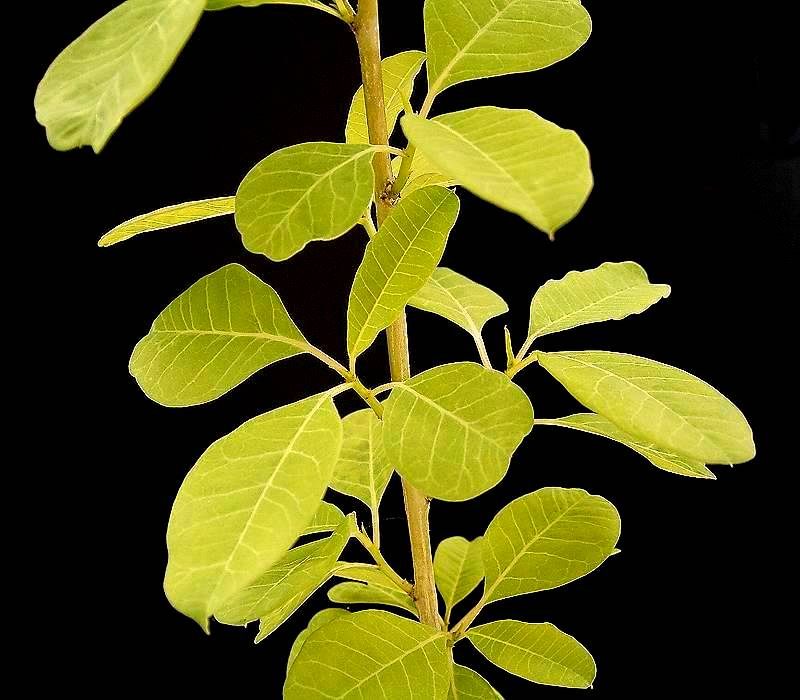
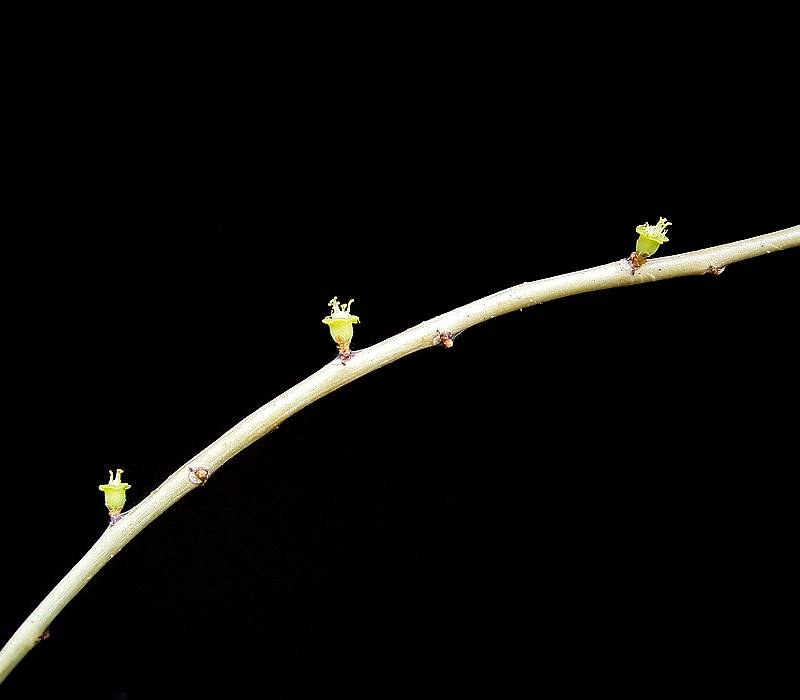